# Pardachirus marmoratus
Pardachirus marmoratus är en fiskart som först beskrevs av Lacepède 1802.  Pardachirus marmoratus ingår i släktet Pardachirus och familjen tungefiskar. Inga underarter finns listade i Catalogue of Life.